# 冷战 (1953年—1962年)

1959年世界阵营图：
北约成员国
美国的其他盟国
殖民地国家
华约成员国
苏联其他盟国
不结盟国家

冷战（1953-1962）是指从1953年朝鲜战争结束到1962年古巴导弹危机之间的冷战时期。这段时期的特点是美国和苏联之间的紧张局势加剧以及缓和紧张局势的努力。

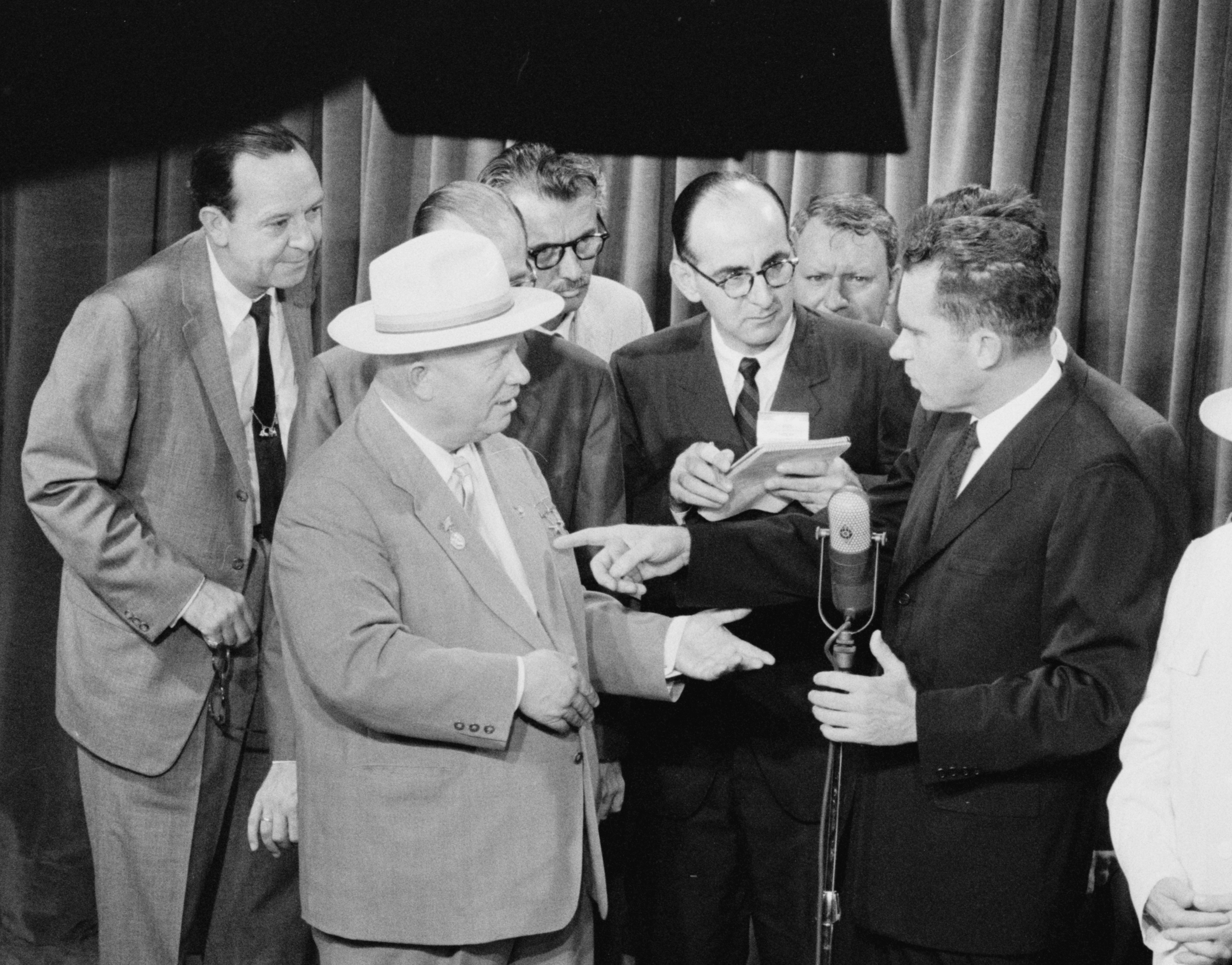
1959年7月，在莫斯科举行的美国国家展览上，苏联领导人尼基塔·赫鲁晓夫（左，戴帽子）和美国副总统理查德·尼克松（右）在厨房辩论中争论共产主义与资本主义的优劣

1953年3月约瑟夫·斯大林去世后，尼基塔·赫鲁晓夫上台，启动去斯大林化政策，造成了东方集团的政治动荡。1956年，赫鲁晓夫在苏联共产党第二十次全国代表大会上发表演讲，谴责斯大林的个人崇拜及其政权的暴行，震惊了国内外听众。
1953年，德怀特·D·艾森豪威尔接替哈里·S·杜鲁门成为美国总统，但美国的外交政策仍然侧重于对苏联的围堵。国务卿约翰·福斯特·杜勒斯主张大规模核反击和边缘政策的理论，即美国将威胁压倒性的核力量以回应苏联的侵略。这一战略旨在依靠大规模核力量来避免常规战争的高昂成本。
尽管紧张局势暂时缓解，如《奥地利国家条约》和1954年日内瓦会议结束了第一次印度支那戰爭，但美苏两个超级大国继续展开军备竞赛，并随着苏联1957年发射“史普尼克1號”而开始太空竞赛。太空竞赛和核军备竞赛是这一时期的主流。随着非洲的非殖民化运动开始，冷战扩展到了新的地区。1960年的刚果危机在非洲划定了冷战战线，刚果民主共和国成为苏联盟友，引起了西方阵营的关注。然而，到20世纪60年代初，1962年的古巴导弹危机使冷战达到了最危险的时刻，世界正处于核战争的边缘。

## 艾森豪威尔和赫鲁晓夫
1953年，当德怀特·D·艾森豪威尔接替哈里·S·杜鲁门成为美国第34任总统时，美国民主党失去了对美国总统长达20年的控制。然而，在艾森豪威尔执政期间，美国的冷战政策基本保持不变。虽然对外交政策进行了彻底的反思（称为“阳光工程”），但大多数新兴想法（如“共产主义的倒退”和东欧的解放）很快被认为是行不通的。对苏联共产主义的围堵仍然是美国外交政策的主要方向。
虽然从杜鲁门总统到艾森豪威尔总统的过渡在性质上是温和的过渡（从温和到保守），但苏联的变化是巨大的。1953年，约瑟夫·斯大林（1928年至苏德战争期间领导苏联）去世，格奥尔基·马林科夫被任命为苏联领导人。然而，尼基塔·赫鲁晓夫很快削弱了马林科夫作为苏联共产党第一书记的所有权力，并且控制了苏联。马林科夫于1957年参加了一场反对赫鲁晓夫的失败政变，之后他被派往哈萨克斯坦。
在随后的集体领导时期，赫鲁晓夫逐渐巩固了权力。1956年2月25日，第二十次苏联共产党代表大会闭幕式上，第一书记尼基塔·赫鲁晓夫发表演讲，谴责斯大林的个人崇拜和斯大林领导下发生的多起罪行，震惊了听众。虽然演讲的内容是秘密的，但它被泄露给了外界，从而震惊了苏联盟友和西方国家。1958年3月，赫鲁晓夫被任命为苏联部长会议主席。
这次演讲对苏联政治的影响是巨大的。赫鲁晓夫剥夺了他的斯大林主义对手的合法性，极大地提高了第一书记的权力。赫鲁晓夫随后放松了限制，释放了一些异议份子，并加强了商品而不仅仅是煤炭和钢铁生产的经济政策。

## 美国战略：“大规模报复”和“边缘政策”

### 目标冲突
1953年艾森豪威尔上任时，他致力于满足两个相互矛盾的目标：保持甚至加强国家对抗苏联影响力蔓延的承诺；满足平衡预算、降低税收和抑制通货膨胀的要求。从这一目标中产生的最突出的理论是“大规模报复”，由国务卿约翰·福斯特·杜勒斯于1954年初宣布。杜勒斯避开了杜鲁门政府昂贵的常规军事力量，并利用美国核武库和秘密情报的巨大优势，在1956年1月16日接受《生活》杂志采访时将这种方法定义为“边缘政策”：将苏联推向战争边缘，以实现让步。
艾森豪威尔从杜鲁门政府继承了大约420亿美元的军事预算，并呼吁增加70-90亿美元的军费开支。在财政部长乔治·汉弗莱，参议员罗伯特·A·塔夫脱的压力和美国共和党国会的削减成本情绪的加强下，新财政年度（将于1954年7月1日生效）的目标降至360亿美元。虽然朝鲜停战协议节约了一定军费，但美国国务院和国防部仍处于对军费预算增加的期望不断上升的气氛中。1955年2月，汉弗莱希望实现预算平衡和减税，并设定了120亿美元的储蓄目标（其中一半来自削减军费）。

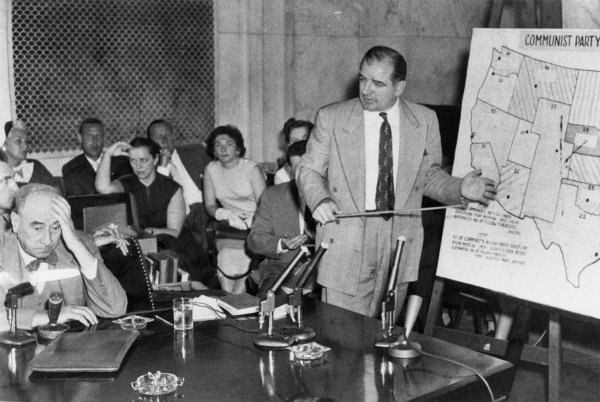
1954年6月9日，约瑟夫·韦尔奇（左）接受参议员约瑟夫·麦卡锡（右）的质询

尽管总统不愿意大幅削减国防开支，但他也希望预算平衡，国防开支减少。他告诉内阁：“除非我们能把东西交给饿死的人，否则我们永远无法战胜共产主义。”考虑到这一点，艾森豪威尔继续资助美国在欧洲的文化外交政策，其中包括第七军交响乐团“士兵音乐家大使”的善意表演。此外，艾森豪威尔担心臃肿的“军工复合体”（他推广的一个术语）“要么将美国推向战争，要么陷入某种形式的独裁政府”，甚至可能迫使美国“在最有利的时刻发动战争”。
与此同时，美国注意力正转移到亚洲。来自“中国游说团体”或“亚洲第一”的持续压力，他们坚持积极支持蒋介石领导的中华民国，这仍然是对美国外交政策的影响。1953年4月，参议员罗伯特·A·塔夫脱和其他国会共和党突然呼吁立即更换五角大楼的最高领导人，特别是参谋长联席会议主席奥马尔·布拉德利。对于所谓的“中国游说团体”和塔夫脱来说，布拉德利被视为倾向于欧洲优先的方向，这意味着他可能会成为他们支持的军事政策新变化的障碍。另一个因素是麦卡锡主义的尖刻指责，据称美国政府的大部分成员都包含秘密的共产主义特工或同情者。但在1954年中期选举之后，以及参议院的谴责之后，约瑟夫·雷蒙德·麦卡锡对军队的不受欢迎的指控使他的影响力逐渐减弱。

### 艾森豪威尔政府战略
我想我们大多数人都不明白我们实际上处于战争状态。他们需要听到炮弹的声音。他们没有做好心理准备，因为当你没有实际战斗时，你就可以发动战争。

--1958年1月6日，海曼·里科弗上将在美国参议院国防准备委员会发表讲话
美国试图调和“亚洲第一”和削减联邦开支的压力，同时继续有效地在冷战中对抗苏联。1953年5月8日，总统和高级顾问在“日光浴室行动”中解决了这个问题，该行动以总统进行秘密讨论的白宫阳光房命名。虽然要求军人考虑其专业纪律之外的因素不是传统做法，但总统指示该组织在削减政府开支的目标和理想的军事态势之间取得适当的平衡。
该组织权衡了明年军事预算的三个政策选择：杜鲁门-艾奇逊围堵和依赖常规力量的方法；威胁要用核武器回应苏联在一个地方的有限“侵略”；以及基于对苏联政治军事意识形态挑战西方霸权的经济回应的严重“解放”：政治宣传和心理战。第三种选择遭到强烈拒绝。艾森豪威尔和该小组（由艾伦·杜勒斯、沃爾特·比德爾·史密斯、杰克逊和罗伯特·卡特勒组成）转而选择了前两种方法的结合，其中一种方法证实了遏制的有效性，但依赖于美国的空核威慑力量。这是为了避免代价高昂且不受欢迎的地面战争，如朝鲜战争。
艾森豪威尔政府将核武器视为美国国防的重要部分，希望核武器能够增强美国相对于苏联的力量。美国政府还保留了将其作为首选武器的前景，希望在降低成本的同时获得主动权。通过利用国家的核优势，新的艾森豪威尔-杜勒斯方法是一种更便宜的围堵形式，旨在为美国提供“更大的回报”。
因此，美国将核弹头的数量从1953年的1000枚增加到1961年初的18000枚。尽管美国拥有压倒性的优势，但平均每天都会生产一枚核武器。政府还利用了新技术。1955年，研制出了八引擎B-52同溫層堡壘戰略轟炸機，这是第一架可携带核武器的喷气式轰炸机。
1961年，美国在土耳其伊兹密尔部署了15枚PGM-19朱庇特弹道导弹（中程弹道导弹），瞄准包括莫斯科在内的苏联西部城市。考虑到其2410公里的航程，莫斯科只有16分钟的路程。美国还可以从水下潜艇发射射程为1600公里的北极星潜射弹道导弹。
1962年，美国的炸弹和导弹弹头数量是苏联的8倍多：大约在27297至3332枚之间。
在古巴导弹危机期间，美国拥有142枚阿特拉斯和62枚泰坦1號洲际弹道导弹，大多位于加固的地下发射井中。

### 对苏联影响和民族主义的恐惧
艾伦·杜勒斯和当时的大多数美国外交政策制定者认为，一些第三世界民族主义者和“革命者”基本上受到华沙条约组织的影响。在《战争、和平与变革》（1939）中，他称毛泽东为“土地改革家”，而在第二次世界大战期间，他则将毛泽东的追随者视为“红军派”。但到1950年，他不再承认中国共产党建立的中华人民共和国政府。在《战争与和平》一书中，他谴责杜鲁门政府的围堵政策，并支持积极的“解放”计划，他写道：
4.5亿中国人民处于反美意识形态的中国共产党领导下，并从苏联获得了支持。苏联在中国取得了超越日本的胜利，我们冒着战争的风险避免了这场胜利。
杜勒斯可以从地缘政治的角度解释他的政策。但在公开场合，他使用了他认为美国人更喜欢听到的道德和宗教理由，但他也因措辞强硬而受到国内外观察家的批评。
两次世界大战和冷战初期从“现实主义”角度看待国际关系的两位主要人物，外交官乔治·凯南和神学家雷茵霍尔德·尼布尔，对杜勒斯的道德主义和他分析苏联行为的方法感到困扰。凯南不同意斯大林去世后苏联甚至有世界计划的观点，他更关心的是保持对自己集团的控制。然而，在起草NSC-68文件后，由克里姆林宫指导的杜鲁门-艾奇逊遏制的整体世界共产主义的基本假设与艾森豪威尔-杜勒斯外交政策的基本假设是一致的。美国国家安全委员会政策文件的结论如下：
什么是新的，什么使持续的危机，是权力的两极分化不可避免地面对奴隶社会和自由社会……与以前的霸权野心者不同，苏联被一种新的狂热信仰所激励，这种信仰与我们自己的信仰相反，并试图强加其绝对权威……在苏联，在现在控制的地区排名第二……然而，在苏联领导人的心目中，实现这一设计需要他们权力的动态扩展……为此，苏联现在正致力于统治欧亚大陆。

## 朝鲜战争的结束
在1953年当选之前，德怀特·D·艾森豪威尔已经对哈里·S·杜鲁门处理朝鲜战争的方式感到不满。李承晚总统领导的大韩民国被朝鲜入侵，试图在独裁者金日成领导的朝鲜民主主义人民共和国下统一整个朝鲜半岛。以美国为首的联合国军对朝鲜战争展开干预后，联合国军迅速将进攻方向转变北朝鲜；朝鲜军队被迫撤退至与中国接壤的中朝边境，中华人民共和国派遣中国人民志愿军参与朝鲜战争，与联合国军和韩军交战。根据他在美国总统选举期间做出的竞选承诺，艾森豪威尔于1952年12月2日访问了韩国，以评估局势。艾森豪威尔的调查包括会见韩国军队、指挥官和政府官员，在会见结束后，艾森豪威尔总结道：“我们不能永远站在一条静止的战线上，继续接受伤亡而没有任何明显的结果。小规模袭击不会结束这场战争”。艾森豪威尔敦促韩国总统李达成妥协，以加快和平谈判。再加上美国威胁称，如果战争不能很快结束，将使用核武器，最后双方于1953年7月27日签署停战协议。停战协议结束了美国最初的冷战“有限战争”概念。战俘被允许选择他们的居住地，无论朝鲜或者韩国，除了非军事区外，这朝韩两国之间还设有缓冲区。韩国与联合国协议实施的“警察行动”阻止了共产主义从朝鲜蔓延到韩国。美国参与朝鲜战争表明，它随时准备向世界团结起来，援助遭受侵略的国家，特别是遭受共产主义入侵的国家，并使艾森豪威尔总统成为反对共产主义的有效领导人；这最终加强了美国在欧洲的领导地位，并领导了北大西洋公约组织的建立。这些事态发展对美国的主要影响是，为打赢冷战而进行的军事集结。

## 太空竞赛的起源
美国和苏联之间的太空竞赛是冷战的一部分。与核军备竞赛相反，这是一场和平的竞争，两个大国可以展示各自的技术和理论进步。1957年10月4日，苏联发射了史普尼克1號，成为第一个进入太空的国家。这颗卫星只是一个83.6公斤的铝合金球体，与最初的1000公斤设计相比，这是一个重大的缩小，它携带了一台收音机和四个天线进入太空。当美国正在设计一颗小得多的8公斤卫星时，这个尺寸让西方科学家感到震惊。由于武器技术的差距，这种尺寸差异是显而易见的，因为美国能够开发出比苏联同行小得多的核弹头。不到一个月后，苏联发射了史普尼克2號。苏联的卫星成功在美国引起了轰动，人们质疑美国为什么落后于苏联，以及他们是否可以在芝加哥、西雅图和亚特兰大等美国大城市发射核导弹。作为回应，德怀特·D·艾森豪威尔总统成立了总统科学咨询委员会（PSAC）。该委员会被任命为领导美国的科学和国防战略政策。美国对苏联卫星任务成功的另一个回应是先锋测试飞行器三号将第一颗美国卫星发射到太空的尝试。然而，这一努力完全失败了，导弹在发射台上爆炸。这些事态发展导致了媒体的狂热，美国公众的沮丧和困惑，以及美国陆军和海军之间为控制向太空发射美国卫星的努力而进行的斗争。为了解决这个问题，德怀特·D·艾森豪威尔总统任命总统的科学顾问詹姆斯·林恩·基利安与PSAC协商，以制定解决方案。

### 美国国家航空航天局的成立
作为对苏联发射人造卫星1号的回应，总统科学咨询委员会建议德怀特·D·艾森豪威尔总统将国家航空咨询委员会转变为一个新的组织，这将使美国在太空探索和研究方面取得更大的进步。这个组织被命名为美国国家航空航天局（NASA）。该机构将有效地将太空研究和旅行的控制权从军方转移到美国国家航空航天局手中，该局将成为一个文职政府机构。美国国家航空航天局将负责所有非军事太空活动，而另一个组织國防高等研究計劃署（DARPA）将负责太空旅行和军事技术。
1958年4月2日，艾森豪威尔向国会提交了一项立法，以实施美国国家航空航天局的成立。国会的回应是补充美国国家航空航天局的成立，增加了國家太空委員會（NASC）。NASC将包括国务卿、国防部长、原子能委员会主席和美国国家航空航天局局长。国会通过了该法案，艾森豪威尔总统于1958年7月29日签署了该法案。美国国家航空航天局于1958年10月1日开始运作。

### 肯尼迪航天局

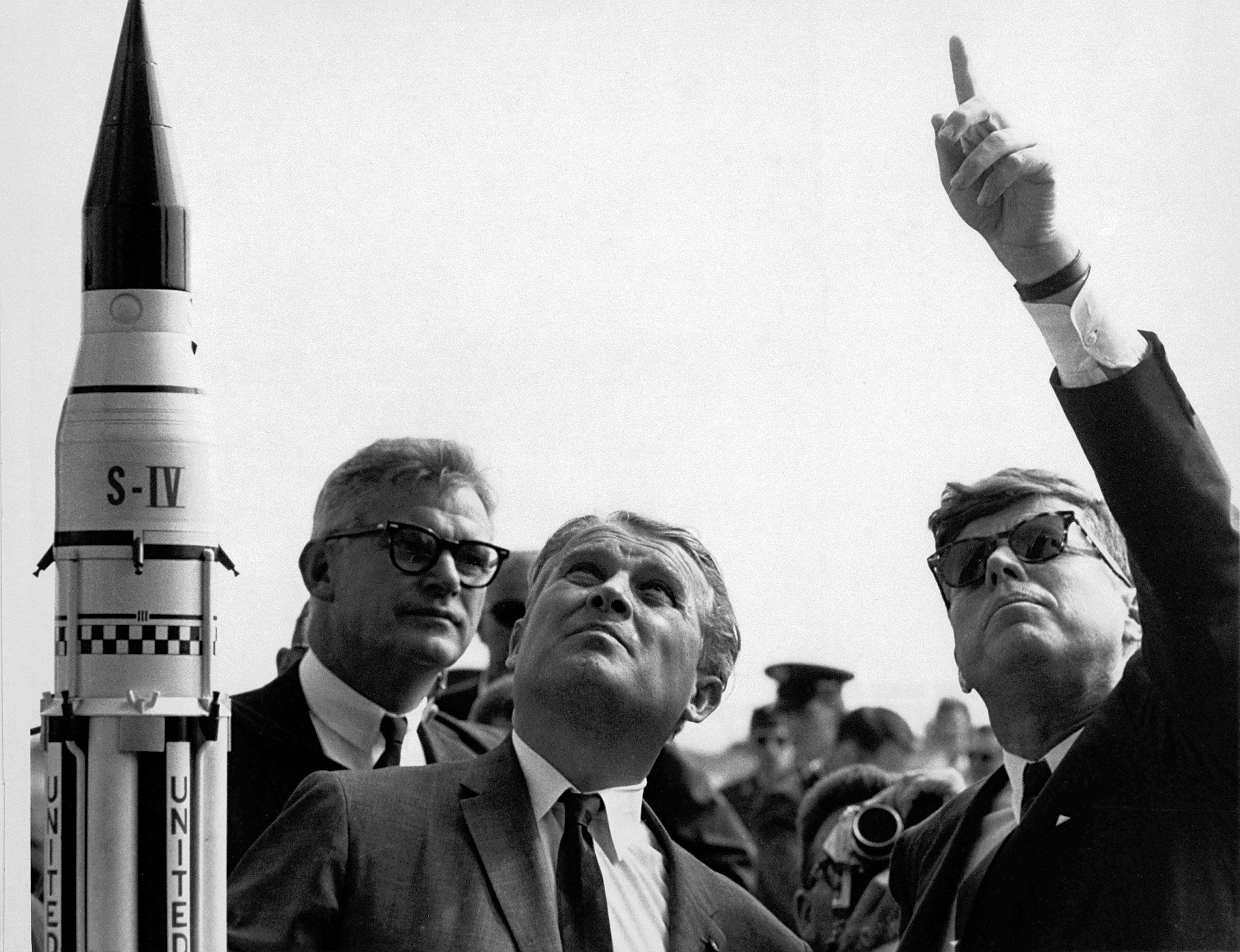
太空建筑师沃纳·冯·布劳恩与约翰·肯尼迪总统，1963年

自从美国国家航空航天局（NASA）提出构想以来，人们一直在考虑将人送上月球的可能性。1961年7月5日，由乔治·洛领导的“载人航天研究指导委员会”向美国国家航空航天局“太空探索委员会”提出了阿波罗计划的概念。尽管在德怀特·D·艾森豪威尔总统任期内，美国国家航空航天局几乎没有权力进一步探索太空旅行，但有人提议，在载人绕地飞行任务“水星计划”之后，政府民政部门应努力成功完成载人月球太空飞行任务。去年11月，约翰·肯尼迪当选总统后，太空探索政策发生了革命性的变化。
这个国家应该致力于在本十年结束之前实现人类登上月球并安全返回地球的目标”——约翰·F·肯尼迪
1961年5月25日，约翰·肯尼迪总统向国会提出这一提议后，他仍然信守承诺，在遇刺前的30个月内进行载人登月。在他的提议之后，美国国家航空航天局的政府资金增加了89%，随后一年的资金增加了101%。这标志着美国登月任务的开始。

### 太空竞赛中的苏联
1957年8月，苏联试射了世界上第一枚R-7洲际弹道导弹。在之后的两个月内，史普尼克1號成为地球轨道上的第一个人造卫星。随后，史普尼克2号发射，搭载了第一位活着的太空旅行者莱卡，但它没有在这次旅行中幸存下来。这导致了1960年东方计划的创建，以及第一个在太空旅行中幸存下来的生物，苏联太空犬。沃斯托克计划负责将第一个人送入太空，这是苏联在美国之前完成的另一项任务

#### R7洲际弹道导弹
在太空竞赛开始之前，苏联和美国正在努力制造和获得一种导弹，这种导弹不仅可以携带核货物，还可以有效地从一个国家旅行到另一个国家。这些导弹称为洲际弹道导弹，是冷战初期两国获得重大战略优势的关键。然而，在美国最初的洲际弹道导弹飞行测试失败的地方，苏联的R7项目在洲际弹道导弹技术方面领先了数年。R7导弹于1953年10月首次测试，最初的设计是携带一个鼻锥和相当于3吨的核货物，保持7000至8000公里的飞行距离，170吨的发射重量，以及两级发射和飞行系统。然而，在最初的测试中，R7洲际弹道导弹被证明对于所需的货物来说太小，1954年5月批准并实施了重大修改。这些变化包括一个可以携带3吨核有效载荷的更重的机头，以及一个由于新的发射重量为280吨而允许受控起飞和飞行的设计变化。这枚火箭在1957年5月的测试中被证明是有效的，然后被稍微调整以支持太空飞行。

#### 史普尼克1号和史普尼克2号

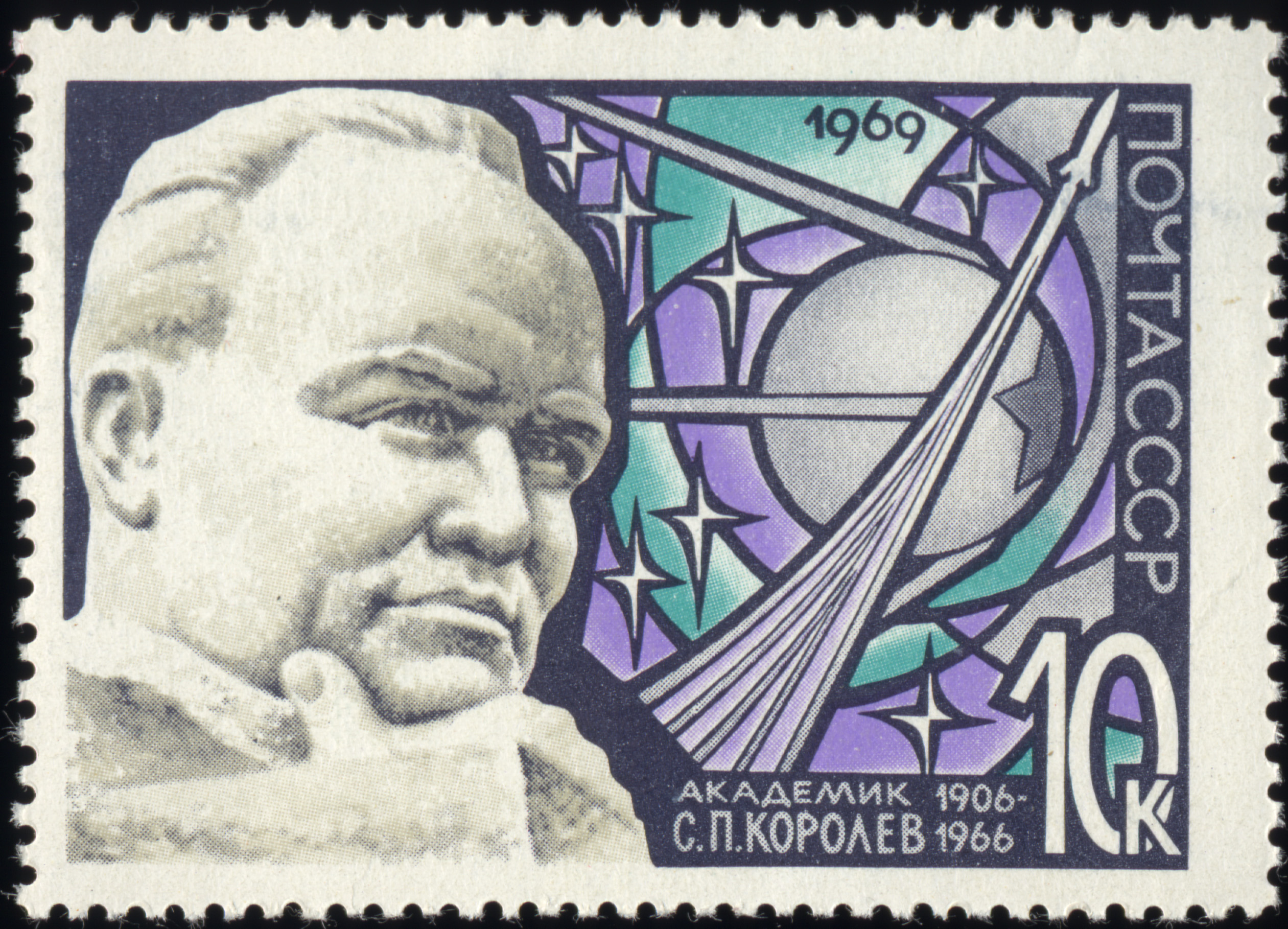
1969年苏联邮票上的苏联火箭工程师

1957年10月4日，苏联成功地将第一颗地球卫星送入太空。史普尼克1号的任务是从太空发回数据，但这次发射对苏联和美国的影响都是巨大的。对于这两个国家来说，人造卫星1号的发射引发了太空竞赛时间线的开始。它激发了人们对太空飞行的好奇心，并引发了一场相对和平的登月竞赛。然而，人造地球卫星1号对美国的最初影响不是探索问题，而是国家安全问题。苏联向世界，主要是美国证明了他们有能力向太空发射导弹，并有可能在美国发射携带核货物的洲际弹道导弹。对人造卫星未知能力的恐惧引发了美国人的恐惧，一些政府官员公开表达了他们对此事的看法。西雅图参议员杰克逊表示，发射人造卫星“是一个毁灭性的打击”，“艾森豪威尔总统应该宣布一周的耻辱和危险”。对于俄罗斯人来说，发射人造地球卫星1号被证明是冷战中的一个主要优势，因为它确保了他们目前在战争中的领先地位，在美国核打击的情况下建立了一支报复部队，并允许在洲际弹道导弹技术方面具有竞争优势。
1957年11月3日，史普尼克2号发射升空，其任务目标是将第一只狗莱卡送入地球轨道。这项任务虽然没有成功，因为莱卡在任务中没有幸存下来，但进一步确立了苏联在冷战中的地位。苏联不仅有能力向太空发射导弹，而且可以在美国完成一次发射之前继续完成成功的太空发射。

#### 月球任务
1959年，苏联发射了三次月球探测任务。月球任务相当于美国水星计划和双子座计划，其主要任务是准备将第一个人送上月球。第一个月球任务是月球1号，于1959年1月2日发射。它的成功任务建立了地球轨道上第一个火箭发动机重启和第一个建立日心轨道的人造物体。1959年9月14日发射的月球2号首次撞击另一个天体（月球）。最后，月球3号于1959年10月7日发射，并拍摄了月球黑暗面的第一张照片。在1959年完成这三次任务后，苏联在另外21次月球任务中继续探索月球及其环境。

#### 1960年至1962年的苏联太空旅行
月球号系列探测器是苏联在实现将第一个人送上月球的目标方面向前迈出的一大步。它还为苏联“在近地轨道上安全有效地维持人类”的计划“奠定了基础”，创造了苏联“相当于阿波罗指挥舱，联盟号飞船”
在这两年的时间里，苏联在登月方面迈出了重要的一步，但有一个任务被推迟了，那就是斯普特尼克4号。该任务于1960年5月15日正式启动，旨在测试未来宇航员的生命支持系统。然而，在5月19日，“试图使一个太空舱脱离轨道的尝试失败了”，并将该舱送入了高地球轨道，但同年9月它撞上了地球。苏联继续他们的太空计划，但于1960年8月19日发射了史普尼克5号，将第一批动植物送入太空并安全返回地球。
其它任务包括：
- 东方1号：1961年4月12日发射。成功地将第一个人尤里·加加林送入太空，并完成了第一次载人轨道飞行。

- 东方2号：1961年8月6日发射。盖曼·蒂托夫成功执行了第一次为期一天的载人任务。

- 东方3号和东方4号：1962年8月12日发射。东方3号搭载安德里扬·尼古拉耶夫，东方4号搭载帕维尔·波波维奇。成功完成了首次双人太空飞行、首次船对船无线电联络和首次载人航天器同时飞行。

### 竞赛仍在继续
苏联在1961年4月12日的任务中继续扩大其在太空竞赛中的领先地位，苏联宇航员尤里·加加林成为第一个离开地球进入太空的人。一个月后，美国在1961年5月15日取得了一些进展，派遣艾伦·谢泼德利用水星-红石3号在地球大气层外进行了15分钟的飞行。1962年2月20日，美国取得了进一步的进展，约翰·格伦在水星-宇宙神6号中成为第一个绕地球轨道飞行的美国人。

## 苏联战略
1960年至1961年，赫鲁晓夫试图将核威慑理论强加于军队。核威慑理论认为，拥有核武器的原因是为了阻止潜在的敌人使用核武器，赫鲁晓夫认为，由于战争可能升级为核战争，双方都被吓退，与资本主义的“和平共处”将成为永久性的，并且社会主义的优势在与西方阵营的经济和文化竞争中会显现出来。
赫鲁晓夫希望，完全依赖新成立的战略火箭部队的核力量将避免增加国防开支的需要。他还试图利用核威慑来为大规模削减军队辩护；他降低了地面部队的级别，地面部队传统上是苏联武装部队的“战斗部队”；他计划用导弹取代轰炸机，用核导弹潜艇取代水面舰队。然而，古巴导弹危机期间，苏联只有四枚R-7弹道导弹和几枚R-16洲际弹道导弹部署在易受攻击的地面发射器中。1962年，苏联潜艇舰队只有8艘配备短程导弹的658型核潜艇，这些导弹只能从浮出水面失去隐蔽性的潜艇上发射。
赫鲁晓夫试图将核威慑理论引入苏联军事理论，但失败了。自20世纪20年代以来，苏联第一本权威的战略专著、瓦西里·索科洛夫斯基元帅的《军事战略》和1968年版的《马克思列宁主义关于战争和军队》都讨论了核战争，重点是使用核武器进行战斗，而不是威慑战争。如果爆发核战争，双方将以最有力的手段和方法追求最决定性的目标。洲际弹道导弹和飞机将对敌方军事和民用目标进行大规模核打击。这场战争将具有前所未有的地理范围，但苏联军事作家认为，战争初期使用核武器将决定整个战争的进程和结果。无论是在理论上还是在战略上，核武器都占据着至高无上的地位。

## 相互保證毀滅

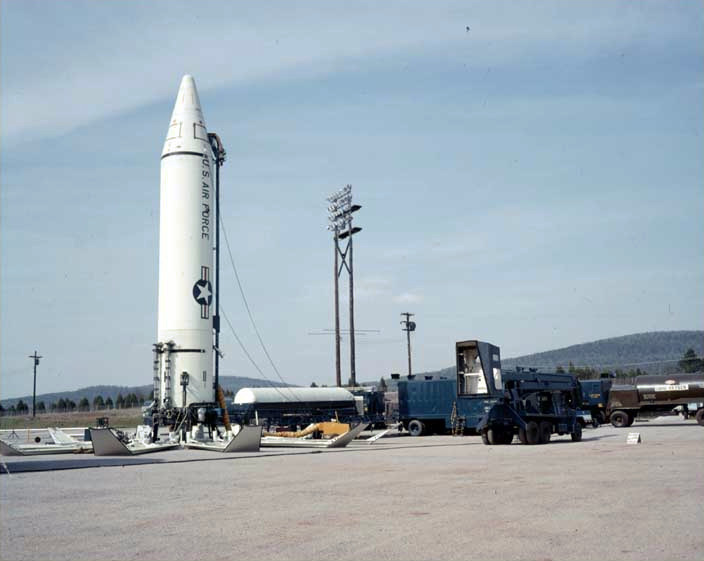
1961年，美国在意大利和土耳其部署了100多枚能够用核弹头打击莫斯科的导弹

美苏冷战局势发展稳定的一个重要部分是基于相互保证毁灭（MAD）的概念。虽然苏联在1949年获得了核武器，但他们花了数年时间才与美国保持战略平衡。与此同时，美国研制出了氢弹，苏联在赫鲁晓夫时代也研制出了氢弹。新的运载方式，如潜射弹道导弹和带有多目標重返大氣層載具(MIRV)弹头的洲际弹道导弹，意味着这两个超级大国即使在受到敌人的攻击后，也很容易摧毁对方。
这一理论往往使双方领导人极不愿意冒险，担心一些小规模冲突可能会引发一场全面核战争，毁灭整个人类文明。尽管如此，两国领导人仍继续推进军事和间谍计划，以战胜对方。与此同时，冷战双方寻求不同的途径来帮助他们取得冷战的胜利；包括体育运动（奥运会成为意识形态和运动员之间的战场）和文化（支持钢琴家、国际象棋选手和电影导演）。
太空竞赛是美苏冷战非暴力竞争最重要的形式之一。1957年，苏联发射了第一颗人造卫星，随后开展首个载人航天任务，从而一度成为太空竞赛的领先者。苏联太空计划的成功对美国来说是一个巨大的打击，美国一直认为自己在技术上处于领先地位，担忧苏联将物体发射到轨道上的能力，因为它表明苏联导弹可以瞄准地球上的任何地方。
不久，美国有了自己的太空计划，但直到20世纪60年代中期才赶上于苏联。美国总统约翰·肯尼迪发起了一项前所未有的努力，承诺到20世纪60年代末，美国将把一个人送上月球，他们做到了，从而击败苏联，实现了太空竞赛中更重要的目标之一。
冷战的另一种表现形式是正在发生的间谍活动。西方国家发生了一系列令人震惊的间谍丑闻，最引人注目的是涉及剑桥五人组的丑闻。苏联有几个叛逃到西方的间谍，比如彼得罗夫事件。随着克格勃、中央情报局、军情六处和斯塔西等情报间谍组织的影响力在世界各地发展扩大，他们的活动资金大大增加。
1957年，美国中央情报局开始使用U-2侦察机在苏联上空进行侦察飞行。1960年5月1日，当一架飞机在苏联上空被击落时（1960年U-2擊墜事件），美国政府起初否认了这架飞机的目的和任务，但当苏联政府透露它已经活捉了飞行员弗朗西斯·加里·鲍尔斯并拥有其完好无损的遗体时，美国政府被迫承认其作为侦察机的作用。事件发生在原定于巴黎举行的东西方首脑会议两周前，导致会谈破裂，美苏关系明显恶化。

## 东方集团事件
随着冷战成为国际体系的一部分，早期的战场开始稳定下来。中欧建立了一个事实上的缓冲区。在南部，南斯拉夫与其它欧洲共产主义国家结成了紧密的联盟。与此同时，奥地利变成中立国。

### 东德六一七事件
随着大量东德人通过东部集团移民限制中唯一的“漏洞”——柏林边界向西迁移，东德政府随后将每个工人的产量提高10%，试图将东德转变为苏联的卫星国。已经心怀不满的东德人看到了西德在柏林取得的相对经济成功，发起了大规模的街头示威和罢工。近100万德国人参加了当时发生的抗议和骚乱，东德宣布紧急状态，苏联军队进行了干预。

### 华沙条约组织的成立

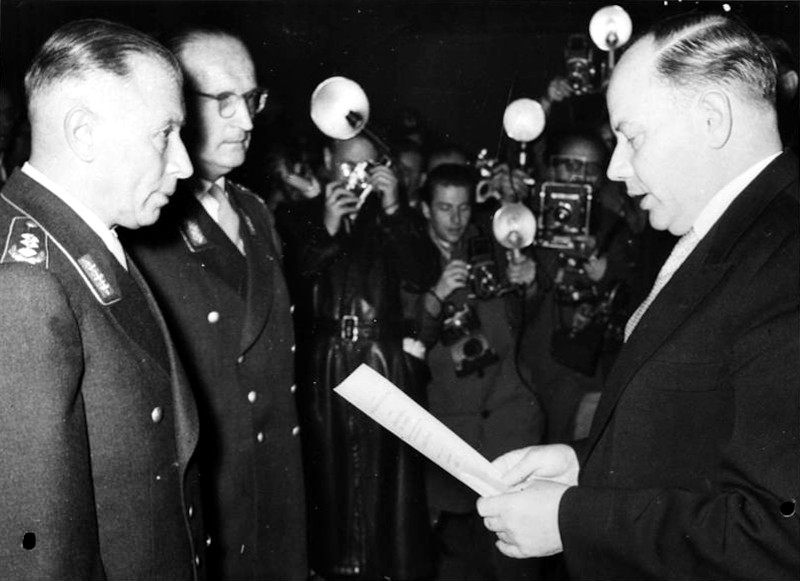
1955年11月12日，阿道夫·赫辛格将军和汉斯·斯皮德尔将军宣誓加入新成立的西德联邦国防军

1955年，华沙条约组织成立的部分原因是为了回应西德加入北约，部分是因为苏联需要一个借口在匈牙利驻军。35年来，该条约延续了斯大林主义的苏联国家安全概念，其基础是扩张主义和对东欧卫星国的控制。该组织还部分弥补了约瑟夫·斯大林自1953年去世以来苏联领导层的缺失。虽然欧洲在整个冷战期间仍然是双方的核心，但到20世纪50年代末，局势已经缓和。北约和华约在欧洲地区的军事力量意味着任何事件都有可能导致全面战争，因此双方都努力维持现状。华沙条约组织和北约都拥有庞大的军队和现代化武器，可能击败其它军事联盟。

### 1956年波兰抗议
约瑟夫·斯大林去世后，波兰政府放松了一些政策。这导致波兰公众渴望进行更彻底的改革，尽管大多数波兰官员并不认同，对改革犹豫不决。这引起了开始罢工的产业工人要求更高的工资、更低的工作配额和更便宜的食物。30000名示威者举着要求“面包和自由”的横幅。瓦迪斯瓦夫·哥穆尔卡作为波兰共产党的新领导人领导了抗议活动。
示威活动于1956年6月28日在波兹南的工厂开始，起义遭到了苏军的镇压。大约10万人聚集在秘密警察大楼附近的市中心，康斯坦丁·罗科索夫斯基将军指挥的400辆坦克和10000名波兰军队士兵奉命镇压示威活动，并向抗议的平民开枪。死亡人数在57至78人之间，其中包括13岁儿童，并有数百人受伤。

### 1956年匈牙利革命
斯大林去世后，斯大林主义独裁者马蒂亚斯·拉科西被纳吉·伊姆雷取代，波兰改良主义者瓦迪斯瓦夫·哥穆尔卡提出一些改革要求，大量抗议的匈牙利人编制了1956年匈牙利革命者的要求清单，包括自由无记名投票选举、司法独立以及对斯大林和拉科西的调查。在苏联国防部长格奥尔基·朱可夫的命令下，苏军进入布达佩斯。抗议者对议会的袭击迫使政府垮台。
革命期间上台的新政府正式解散了匈牙利秘密警察匈牙利国家保安局，宣布打算退出华沙条约组织，并承诺举行自由选举。苏联共产党中央政治局采取行动，苏军入侵布达佩斯和其它地区镇压革命。约有20万匈牙利人逃离匈牙利，约26000名匈牙利人被苏联新成立的亚诺斯·卡达尔政府审判，其中13000人被监禁。到1957年1月，匈牙利政府基本镇压了所有抗议。匈牙利政府的暴力镇压行为疏远了许多西方共产主义者，但加强了共产主义对欧洲共产主义国家的控制。

### 1960年U-2坠落事件
1960年5月1日，美国派遣飞行员弗朗西斯·加里·鲍尔斯乘坐U-2侦察机在苏联领空执行任务，以收集有关苏联的情报。飞机从巴基斯坦白沙瓦起飞。艾森豪威尔政府授权了多次此类飞行，然而这次飞行加剧了美苏关系的紧张局势，鲍尔斯的飞机被苏联击落。美国试图声称这架飞机仅用于天气目的。这一事件发生在美苏两国与法国和英国参加峰会的几周前。在峰会召开前的几天，苏联领导人尼基塔·赫鲁晓夫没有公布有关这架飞机或其飞行员的任何信息，尽管最终艾森豪威尔将被迫承认中央情报局多年来一直在执行此类监视任务。这是因为在峰会上，赫鲁晓夫承认苏联活捉了飞行员，并找到了间谍飞机上未受损的部分。他要求艾森豪威尔总统在峰会上道歉。艾森豪威尔同意结束情报收集活动，但不会为此事件道歉。由于艾森豪威尔拒绝道歉，峰会结束，赫鲁晓夫将不再参与讨论。艾森豪威尔作为总统的主要目标之一是改善美苏关系，但事实证明，间谍活动破坏了这种关系。这次峰会也是两国领导人谈判《部分禁止核试验条约》的机会，但在这一事件后谈判破裂。赫鲁晓夫威胁要在白沙瓦投下核弹，从而警告巴基斯坦，白沙瓦已成为苏联核打击的目标。

### 1961年柏林危机

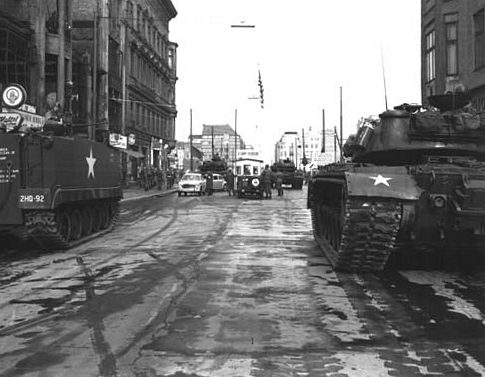
1961年10月27日，苏联坦克在查理检查站与美国坦克对峙

1949年西方盟国合并德国占领区成立德意志联邦共和国，关键的分歧仍然在德国。作为回应，苏联宣布成立德意志民主共和国。然而，双方都没有承认分歧，表面上都承诺在各自政府的领导下建立一个统一的德国。
德国是一个重要问题，因为它被视为欧洲的权力中心，双方都认为它对世界权力平衡至关重要。虽然双方都可能更喜欢一个统一的中立德国，但它落入敌方阵营的风险太高，因此战后德国的临时占领区成为永久边界。
1958年11月，赫鲁晓夫发出最后通牒，要求西方国家在六个月内同意从柏林撤军，使柏林成为一个自由、非军事化的城市。赫鲁晓夫宣布，在撤军结束时，苏联将把与西柏林有关的所有交通线的完全控制权移交给东德；西方国家只有在东德政府的同意下才能进入西柏林。美国、英国和法国对这一最后通牒做出了回应，表示不会从西柏林撤军，并维护自由进入西柏林的合法权利。
1959年，苏联取消了最后通牒，转而在四大外交部长会议上与西方国家会面。尽管为期三个月的会议未能达成任何重要协议，但为进一步谈判打开了大门，苏联领导人赫鲁晓夫于1959年9月访问美国。访问结束时，赫鲁晓夫和艾森豪威尔总统共同表示，世界上最重要的问题是全面裁军，柏林问题和“所有悬而未决的国际问题都应该通过谈判和平解决，而不是使用武力。”

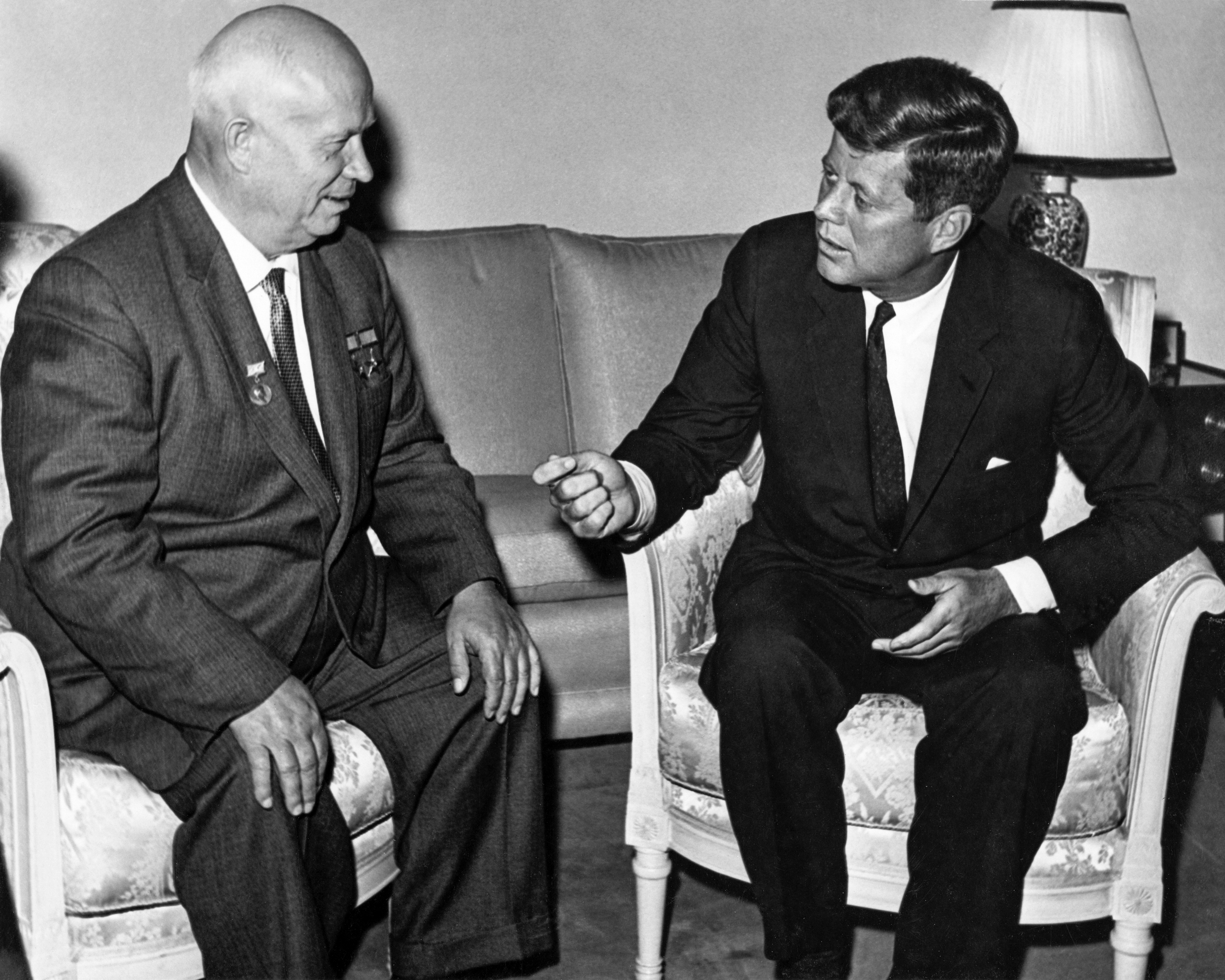
1961年6月3日，约翰·肯尼迪和尼基塔·赫鲁晓夫在维也纳会面

然而，1961年6月，赫鲁晓夫再次威胁要与东德签署一项单独的和平条约，他说这将终止现有的四项保障美国、英国和法国进入西柏林权利的权力协议，从而引发了一场关于西柏林地位的新危机。美英法三国回答说，任何单方面条约都不能废除他们在西柏林的责任和权利，包括不受阻碍地进入该市的权利。
随着围绕柏林的军事对抗升级，7月25日，肯尼迪总统要求将美国陆军的总兵力从87.5万人增加到约100万人，同时将海军和空军的现役兵力分别增加2.9万人和6.3万人。此外，他下令将征兵人数增加一倍，并要求国会授权某些预备役部队和个人预备役人员服役。他还请求新的资金，以确定可用于在发生战争时搭建临时避难所的空间，为这些避难所储备食物、水、急救箱等生存必需品，并改进空袭预警和辐射尘探测系统。
东德积极寻求阻止人口向西方移民的方法。到1961年初夏，东德总统瓦尔特·乌布利希显然已经说服苏联，有必要立即采取解决方案，阻止人口外流的唯一方法是使用武力。这给苏联带来了一个微妙的问题，因为柏林的四国地位规定了各地区之间的自由旅行，并特别禁止德国军队在柏林驻扎。
虽然东德采购并储存了用于修建柏林墙的建筑材料，这一活动也广为人知，但在苏联和东德政府内部外，很少有人相信东德会被封锁。
1961年6月15日，在柏林墙开始建造的两个月前，德国统一社会党第一书记兼国家主席瓦爾特·烏布利希在一次国际新闻发布会上表示：“没有人打算建墙！”。这是第一次在这种情况下使用口语术语Mauer（墙）。
1961年8月12日，东德领导人在东柏林北部一片树林中的多恩塞政府宾馆参加了一场花园派对，瓦尔特·乌布利希签署了关闭边境和修建隔离墙的命令。
午夜时分，警察和军队开始关闭边境，到1961年8月13日星期日早上，通往西柏林的边境已经关闭。东德军队和工人已经开始拆除隔离墙旁的街道，使大多数车辆无法通行，并在三个西区周围156公里和实际分隔西柏林和东柏林的43公里沿线安装了带刺铁丝网和围栏。大约32000名作战和工程部队被用于修建隔离墙。一旦柏林墙建成，边防警察就承担了人员配备和维持治安的职能。部署东德军队是为了阻止西方国家的干预，并在可能发生大规模骚乱时提供支援。
1961年8月30日，约翰·肯尼迪总统下令14.8万名卫队和预备役人员服现役，以回应东德切断盟军进入柏林的行动。空军卫队在这次动员中的份额为21067人。10月动员的安哥拉国民军部队包括18个战术战斗机中队、4个战术侦察中队、6个空运中队和一个战术控制小组。11月1日；空军又动员了三个ANG战斗机拦截中队。10月下旬和11月初，8个战术战斗机部队带着216架飞机飞往欧洲，这是空军历史上最大的喷气式飞机部署。由于射程较短，11月下旬，60架空军卫队F-104拦截机被空运到欧洲。美国驻欧洲空军（USAFE）缺乏ANG老化的F-84和F-86所需的备件。一些部队接受过运送战术核武器的训练，而不是常规炸弹和子弹。他们抵达非洲大陆后，必须接受常规任务的再培训。大多数被动员的空中卫士仍留在美国。
管理柏林的四个国家（法国、苏联、英国和美国）在1945年波茨坦会议上同意，同盟国人员不会在柏林被东德警察阻拦。但在1961年10月22日，隔离墙修建仅两个月后，美国驻西柏林使团团长在前往东柏林的一家剧院时，被拦截在他的车里（车上有占领军牌照）。美国总统约翰·肯尼迪在西柏林的特别顾问陆军上将卢修斯·克莱决定展示美国的决心。
一名美国外交官试图进入东柏林，得到了美军的支持。这导致了1961年10月27日至28日美国和苏联坦克在查理检查站对峙。在乌布利希和肯尼迪直接会谈后，僵局才得以解决。
柏林危机期间，美军与东德军队对峙，直到东德政府让步。危机于1962年夏天结束，人员返回美国。
在危机期间，克格勃制定了一项精心策划的虚假宣传活动，“在世界各地制造一种分散注意力的宣传活动，并在解决德国和平条约和西柏林问题期间将美国束缚”。1961年8月1日，苏共中央委员会批准了该计划。

## 第三世界冲突
朝鲜战争标志着冷战的焦点从战后的欧洲转移到了东亚。在此之后，随着欧洲殖民帝国的解体，第三世界的代理人战争成为美国和苏联在建立联盟和争夺新兴国家影响力展开竞争的重要舞台。然而，多个第三世界国家不想与任何一个超级大国结盟。由印度、埃及和南斯拉夫领导的不结盟运动试图团结和领导第三世界，反对帝国主义以及与美苏任何一方结盟。

### 军事联盟条约
艾森豪威尔政府试图通过一系列协议使美国联盟体系正式化。东南亚盟友加入了东南亚条约组织（SEATO），拉丁美洲的盟友则加入了美洲国家间互助条约（TIAR）。澳大利亚、新西兰和美国签署了太平洋安全保障條約。
约翰·福斯特·杜勒斯是一名顽固的反共分子，他积极关注第三世界政治。他努力将整个非共产主义的第三世界“整合”到一个共同防御条约体系中，以巩固新的联盟。杜勒斯于1954年发起了马尼拉会议，该会议促成了《东南亚国家组织条约》，该条约将八个国家联合起来，达成了一项中立的防务条约。1955年，中东条约组织（METO）遵循该条约，将英国、土耳其、伊拉克、伊朗和巴基斯坦联合起来组成一个防御组织。还考虑了由美国、日本、韩国和台湾组成的东北亚条约组织（NEATO）。

### 非殖民化
两次世界大战削弱了欧洲列强对非洲、亚洲、大洋洲、拉丁美洲的统治。这导致了二战后的一系列非殖民化浪潮；一个被西方帝国主义殖民列强统治了一个多世纪的世界，变成了一个由新兴的非洲、中东和亚洲国家组成的世界。民族国家的数量急剧增加。
冷战期间美苏开始对发展中国家施加巨大压力，要求它们与本国结盟。双方都承诺提供大量的经济、军事和外交援助，以组建或加入联盟，在这个联盟中，腐败和侵犯人权等问题被忽视或无视。当盟国受到威胁时，超级大国往往准备并愿意干预。
在冷战的国际背景下，苏联宣传其作为“反帝国主义”阵营领导人的角色，讨好第三世界，称其比非洲和亚洲的多个独立国家更坚定地反对殖民主义。赫鲁晓夫扩大了苏联政策，与印度和整个第三世界其他主要的不结盟、非共产主义国家建立了新的关系。新兴的不结盟运动中的多个国家与苏联建立了密切关系。
与此同时，美国根据非殖民化的影响调整了政策。这使得1947-1949年的冷战焦点欧洲转移开。到20世纪50年代初，北约联盟已经将西欧纳入共同防御条约体系，为防止政权颠覆提供保障。马歇尔计划已经重建了一个正常运作的西方经济体系，挫败了激进左翼的选举吸引力。当经济援助结束了美元短缺，刺激了战后重建的私人投资，从而使美国免于生产过剩的危机，并维持了对美国出口的需求时，艾森豪威尔政府开始关注其他地区。
在执行新的“倒退”政策时，艾森豪威尔根据杜勒斯的理论，利用中央情报局推翻了不友好的政府，挫败了苏联的干预。在阿拉伯世界，焦点是泛阿拉伯民族主义。美国公司已经在该地区进行了大量投资，该地区拥有世界上最大的石油储量。美国对该地区各国政府的稳定和友好表示担忧，美国经济的健康越来越依赖于这些政府。

## 非洲
非洲成为冷战期间的主要战场之一。美国将非洲的非殖民化运动视为获得以前被欧洲帝国主义列强垄断的原材料的机会。美国还认识到，由于殖民帝国在非洲持续存在的贫困和不稳定将为共产主义意识形态提供滋生地，因此美国将通过向非洲新发展中国家提供经济援助来应对。尽管美国自诩为自由和民主的灯塔，但它经常支持非洲的独裁政权，如少数白人领导的南非种族隔离制度。

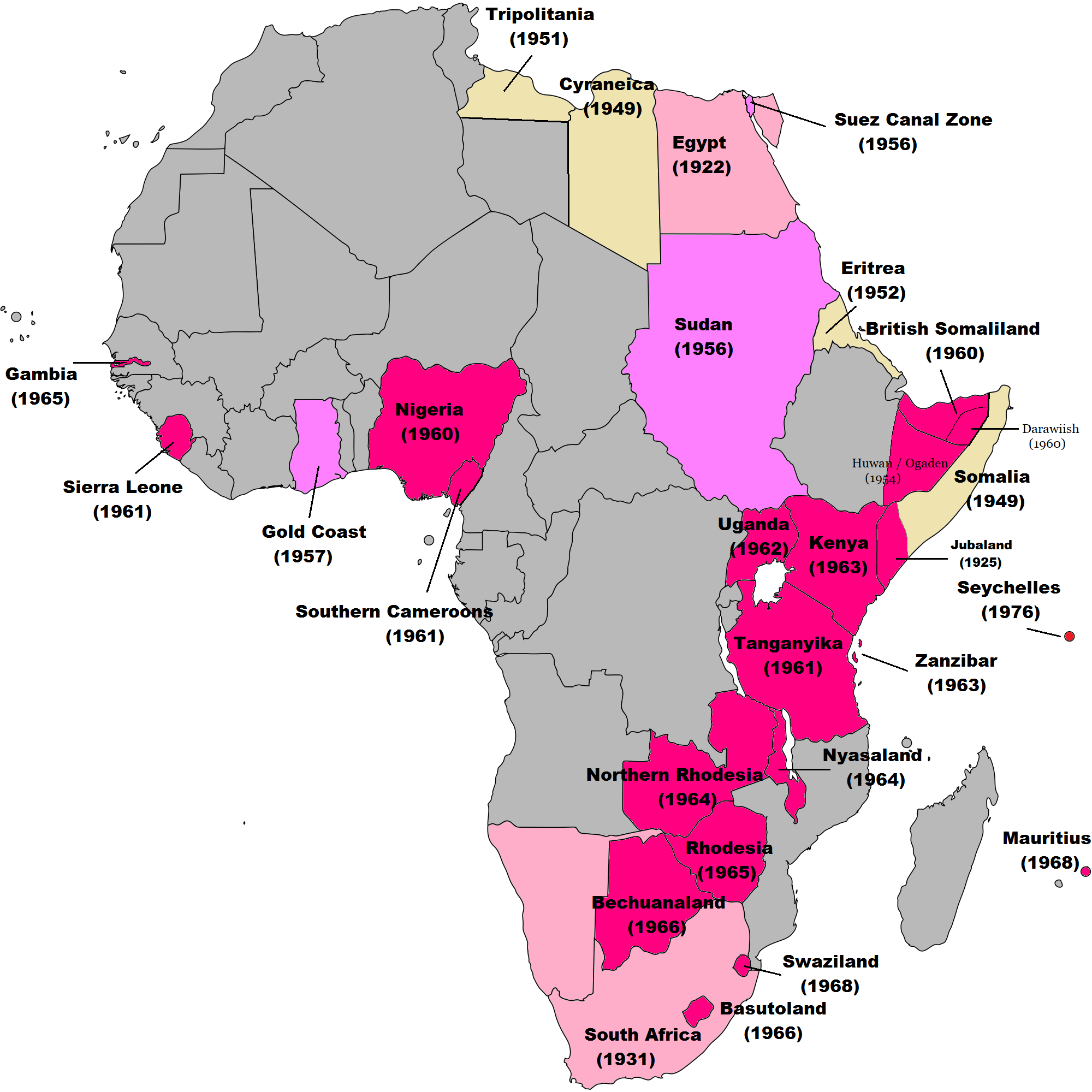
英国在非洲的非殖民化

共产主义政府在非洲内部也有相互冲突的政策目标。苏联试图通过与新生国家建立联盟反对西方帝国主义来应对美国在非洲的干预。苏联认为，从非洲和第三世界其它地区消除殖民主义和资本主义是这些国家进步的必要条件，也是社会主义战胜资本主义的必要条件。第三世界民族主义者认为苏联的命令式经济是有希望的，因为它允许本国从农业经济发展到工业经济。然而，苏联学说不仅受到美国影响的挑战，还受到其它共产主义大国的挑战：中国也开始支持非洲的民族主义运动。尽管苏联提供了更多实质性的援助，但毛泽东思想意识形态比苏联意识形态更具吸引力，因为它强调农村人口，而不是苏联学说更侧重于城市无产阶级。因此，毛泽东思想意识形态在津巴布韦非洲民族联盟（ZANU）和莫桑比克解放阵线（FRELIMO）中流行起来。
古巴在非洲的民族主义运动中发挥了重要作用。古巴对非洲的关注源于这样一种信念，即非洲为社会主义和资本主义之间的斗争提供了舞台。古巴支持非洲社会主义运动的另一个原因是古巴和非洲之间的共同联系，因为三分之一的古巴人拥有重要的非洲遗产。因此，菲德尔·卡斯特罗和其他古巴革命者希望将古巴革命的思想传播到非洲独立运动和新独立的非洲国家。古巴在冷战期间为社会主义者提供大力支持，如安哥拉的安哥拉人民解放运动、莫桑比克的莫桑比克解放阵线，以及几内亚的艾哈迈德·塞古·杜尔和埃塞俄比亚的门格斯图·海尔·马里亚姆等独裁者。

### 刚果危机
刚果民主共和国（DRC），前身为比屬剛果，于1960年从比利时独立，此后西方领导人决心将该国及其大量矿产财富置于西方阵营势力范围内。1960年5月，刚果民选政府上台。由帕特里斯·卢蒙巴领导的刚果民主共和国政府设想了一种有利于刚果公民的经济模式，而不是支持西方经济。因此，西方列强试图用一位更亲西方的领导人取代卢蒙巴。
7月5日，刚果军队发生叛乱。此后，卢蒙巴解散了比利时人，并将蒙博托·塞塞·塞科提升为陆军参谋长。7月11日晚些时候，与比利时定居者和国际矿业利益密切相关的莫伊兹·冲伯将矿产丰富的加丹加省从刚果民主共和国分离出来。卢蒙巴确信比利时正试图重新殖民刚果，因此呼吁联合国进行干预。然而，联合国和美国拒绝提供支持，因此卢蒙巴转向苏联寻求援助。美国政府认为这是一种威胁，因此制定了暗杀卢蒙巴的计划。
9月5日，总统约瑟夫·卡萨武布下令解除卢蒙巴及其内阁的职务，原因是武装部队在入侵南开赛期间进行了大屠杀，并允许苏联军事顾问进入该国。9月14日晚，在中央情报局和比利时军队的支持下，蒙博托发动了针对卢蒙巴的政变。卢蒙巴于1月被捕并被转移到加丹加，被那里的分离主义部队处决。1964年7月，冲贝接替卢蒙巴出任总理。尽管冲伯统治，刚果在20世纪余下的时间和21世纪初仍将处于危机之中。尽管共产主义国家会支持刚果的反叛组织，但这些组织不会成功掌权。刚果危机的影响是疏远了西方和东方关系，一些第三世界国家的人认为东方阵营软弱无能，而西方阵营不道德。

### 东非
在肯尼亚与英国殖民者和白人定居者作战的茅茅起义，肯尼亚由分布在整个英属肯尼亚地区的基库尤人统治。乔莫·肯雅塔于1954年被捕，1961年晚些时候获释。1957年，呼吁肯尼亚从英国统治下独立的茅茅领导人德丹·基马蒂在首都内罗毕被绞死，当时英国中尉伊迪·阿明（后来成为乌干达的独裁者）于1946年在英国军队服役，领导乌干达于1962年10月9日从英国独立，米尔顿·奥博特担任首相。

### 第二次中东战争
冷战时期的中东是一个极其重要的地区，也是一个非常不稳定的地区。该地区位于苏联的正南方，苏联传统上对土耳其和伊朗有很大的影响。该地区还拥有大量的石油储备，这对20世纪50年代的两个超级大国（每个超级大国都拥有大量石油储备）来说并不重要，但对迅速重建的美国在欧洲和日本的盟友来说至关重要。美国最初的中东计划是在该地区北部形成一个防御圈。因此，土耳其、伊拉克、伊朗和巴基斯坦签署了《巴格达公约》并加入了METO。
东方阵营的回应是在叙利亚和埃及等国寻求影响力。据此，捷克斯洛伐克和保加利亚与埃及达成了价值高达2.25亿至5000万美元的武器协议，以换取剩余棉花，使华沙条约组织成员国在该地区拥有强大的影响力。埃及曾是英国的保护国，是该地区最重要的战利品之一，在整个地区拥有大量人口和政治权力。
贾迈勒·阿卜杜-纳赛尔与苏联的交往激怒了西方阵营。1956年7月，艾森豪威尔政府拒绝为大规模的阿斯旺水坝项目提供资金。作为回应，同年，纳赛尔将苏伊士运河国有化，并将英国军队驱逐出埃及。
艾森豪威尔说服英国和法国从入侵中撤退，这次入侵是为了从埃及手中夺回对苏伊士运河的控制权，因为他担心入侵会疏远其它阿拉伯国家，并将其推向东方阵营。当美国被迫秘密行动，以免让盟友难堪时，东方集团国家对“帝国主义者”发出了响亮的威胁，并努力将自己描绘成第三世界的捍卫者。纳赛尔后来在全球范围内受到赞扬，尤其是在阿拉伯世界。
因此，苏伊士运河危机是一个转折点，预示着西方阵营之间的分歧日益扩大，与第二次世界大战刚结束时相比，西方阵营的团结程度要低得多。意大利、法国、西班牙、西德、挪威、加拿大和英国建立了一个共同市场，以减少对美国的依赖。这种分歧反映了全球经济的变化。面对日本和西德的挑战，美国的经济竞争力动摇了，西德和日本的工业迅速在战后重建中恢复。作为20世纪“世界工厂”英国的继任者，美国在国际市场上的竞争优势减弱，同时在国内面临着激烈的国际竞争。与此同时，以苏联为首的东方阵营在军事和经济上开始紧密结盟。

## 拉丁美洲
美国试图以一种隐蔽的方式推翻不友好的政府，在拉丁美洲的大部分地区，寡头通过与军队和美国的联盟进行统治。尽管美国在拉丁美洲的决策是在冷战前几年确立的，但冷战给美国的干涉主义带来了新的意识形态色彩。但到了20世纪中叶，该地区的大部分地区都经历了更高的经济发展水平，这增强了下底层人民的权力和地位。这使得社会变革和政治包容的呼声更加强烈，从而对美国对该地区的影响力构成了挑战。到20世纪60年代，马克思主义在拉丁美洲的影响力越来越大，这引发了美国对拉丁美洲的不稳定对美国国家安全构成威胁的担忧。
拉丁美洲革命者广泛使用游击战，特别是在古巴革命之后。一些拉丁美洲社会革命者和马克思主义者，例如菲德尔·卡斯特罗和尼加拉瓜的桑地诺民族解放阵线，将军队和政府整合为一个单位，最终建立了一党制国家。推翻这样的政权需要一场战争，而不仅仅是简单的中央情报局秘密行动或像猪湾入侵那样不完善的入侵计划。

### 海地
迪馬瑟·埃斯蒂梅和保罗·马格卢瓦尔的几次政变导致了1957年海地大选，海地独裁者弗朗索瓦·杜瓦利埃博士于1957年9月22日以黑人人口最多的优势赢得了压倒性的胜利，路易·戴朱瓦在全国各地击败了海地混血儿。10月22日，杜瓦利埃宣誓就任海地第34任总统。1958年，在担任海地新领导人后，阿利克斯·帕斯奎特发动1958年海地軍事政變试图推翻独裁者，但因被手榴弹炸死而失败。杜瓦利埃王朝创建了一个新的民兵组织和秘密警察，称为國家安全志願軍，用来巩固政权，他继续使用黑人主义意识形态，在美国占领海地结束时展开政治和文化运动。

### 危地马拉

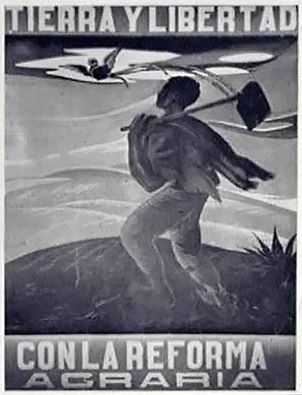
当民主选举产生的危地马拉总统雅各布·阿本斯试图适度重新分配土地时，他在1954年危地马拉政变中被推翻

在整个冷战时期，美国一直是社会主义革命的障碍，并针对共产党援助的民粹主义和民族主义政府。中央情报局推翻了涉嫌亲共的政府，如1954年雅各布·阿尔本兹·古斯曼领导下的危地马拉。中央情报局的PB成功行动最终导致了1954年的军事政变，使哈科沃·阿本斯下台。该行动借鉴了1951年首次考虑的驱逐阿本斯的初步计划，即PBFortune行动。阿本斯得到了一些当地共产党的支持，在重新分配危地马拉720平方公里的联合水果公司土地后不久就被罢免了。长期以来，联合果品公司垄断了那里的交通和通讯，以及主要的出口商品，并在危地马拉政治中发挥了重要作用。不久之后，阿尔本斯下台，危地马拉被军事独裁政权控制。

### 古巴

#### 巩固古巴革命
卡斯特罗推翻了富尔亨西奥·巴蒂斯塔的独裁统治，后者于1933年通过军事革命上台，然后又通过另一场军事政变上台。巴蒂斯塔的第一次政变被称为“中士起义”。起义后，巴蒂斯塔通过建立傀儡统治者统治政府。然而，在经历一系列失败的傀儡总统执政之后，巴蒂斯塔本人于1940年至1944年成为总统。巴蒂斯塔的第一个总统任期和平进行，由于他实施的公共工程计划，经济实现了大幅增长。巴蒂斯塔总统任期结束后，搬到佛罗里达州居住，直到1952年决定回到古巴竞选总统。但在选举的前三个月，一场军事政变使巴蒂斯塔重新掌权。他为这次政变辩护，声称现任总统正在策划自己的政变，以继续掌权。巴蒂斯塔独裁统治持续了七年，直到1959年被菲德尔·卡斯特罗推翻。
菲德尔·卡斯特罗是第一位在西半球建立共产主义国家的领导人，并统治了古巴50多年。卡斯特罗的政治生涯始于他进入哈瓦那大学法学院。他随后加入了古巴人民党（正统党人），在1947年试图推翻多米尼加共和国的独裁者特鲁希略，但未能成功。1952年，他竞选古巴众议院的一个席位，但由于独裁者，选举未能举行。1953年，卡斯特罗发动政变试图推翻巴蒂斯塔，但政变失败，不久后被判入狱。在狱中，他将自己的革命组织更名为“七二六运动”，并在狱中帮助协调该组织。1955年，根据特赦协议，他从古巴监狱获释，随后流亡至墨西哥，为他第二次推翻巴蒂斯塔独裁政权的活动争取支持。1956年12月，卡斯特罗和大约80名战友登陆古巴。在此期间，大部分革命者被杀或被俘，但卡斯特罗和剩余的人逃进了山区，开始了游击战。在接下来的两年里，卡斯特罗继续开展游击战，同时慢慢发展他的武装力量。1959年，卡斯特罗在古巴取得了关键胜利，巴蒂斯塔的声望和军事力量丧失，最后逃离古巴，卡斯特罗掌权。

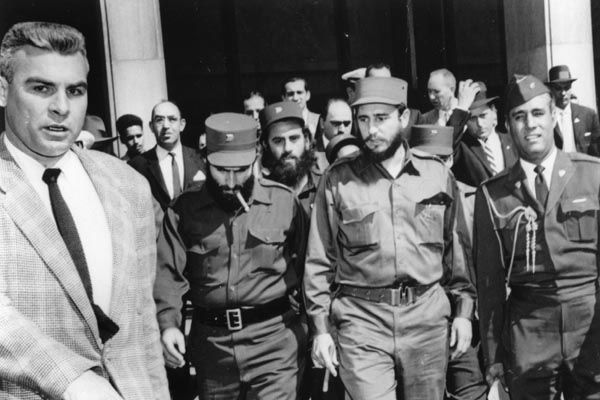
1959年古巴革命后不久，菲德尔·卡斯特罗访问美国华盛顿特区

卡斯特罗于1959年2月16日宣誓就任古巴总理，控制着大约3万军队。卡斯特罗作为古巴领导人的首批行动之一是无偿将美国在古巴的资产国有化。在亲美的巴蒂斯塔政权倒台之前，美国利益集团拥有古巴五分之四的公用事业股份、近一半的糖和几乎所有的采矿业。美国可以随心所欲地操纵古巴经济，通过修补该岛的金融服务或篡改该国主要出口商品糖的政府配额和关税。作为回应，美国拒绝承认卡斯特罗为古巴领导人，美国发动了臭名昭著的猪湾入侵，这是推翻卡斯特罗的第一次行动尝试。
卡斯特罗随后于1960年2月与共产主义国家签署了一项贸易协议，该协议将成为古巴农产品的市场（以及机械、重型工业设备和技术人员的新来源），可以取代该国的传统赞助者——美国。1959年菲德尔·卡斯特罗成功革命后，东方阵营与古巴结盟，取得了巨大的胜利。这是苏联的一次重大胜利，苏联在美国本土附近获得了一个盟友。推翻古巴新政权成为中央情报局关注的重点。

#### 反对卡斯特罗的计划
菲德尔·卡斯特罗接管古巴后，美国不确定古巴新任领导人的政治意识形态。1959年，苏联和古巴之间潜在的经济合作导致了美国的担忧。当时最大的担忧是距离美国本土仅90英里的古巴成为苏联卫星国。美国随后开始计划干预古巴。中央情报局最初提议破坏古巴的糖厂，但艾森豪威尔总统认为威胁来自卡斯特罗，他是美国需要解决的问题。中央情报局随后开始计划于1959年12月推翻或暗杀卡斯特罗。1960年2月，艾森豪威尔总统要求中央情报局制定一项正式计划，废除卡斯特罗的权力。中央情報局行動副局長最初计划发展和训练一群古巴流亡者，以组建一个准军事团体。然后，该组织将部署到古巴，组织、训练和领导抵抗力量推翻古巴政府。由于没有其它可行的替代方案，艾森豪威尔批准了比斯尔特遣部队，也被称为第2506旅。由于难以与古巴反对派协调，该部队后来从最初的游击队渗透模式转变为更准军事化的入侵概念。在艾森豪威尔执政的最后几个月里，他敦促中央情报局加快2506旅的计划。艾森豪威尔不希望总统的权力过渡阻止计划发展。这些计划在11月肯尼迪当选和1月就职之间开始敲定。比斯尔希望将危地马拉的士兵训练成2506旅，5412委员会批准了这一计划，并在尼加拉瓜使用简易机场，以及美国的补给任务。肯尼迪总统在下令与美国政府多个部门负责人会面时，面临着是否执行这一计划的决定。肯尼迪最终决定全力资助并加快计划实施，行动及结果由他本人负责。

#### 猪湾入侵与古巴导弹危机

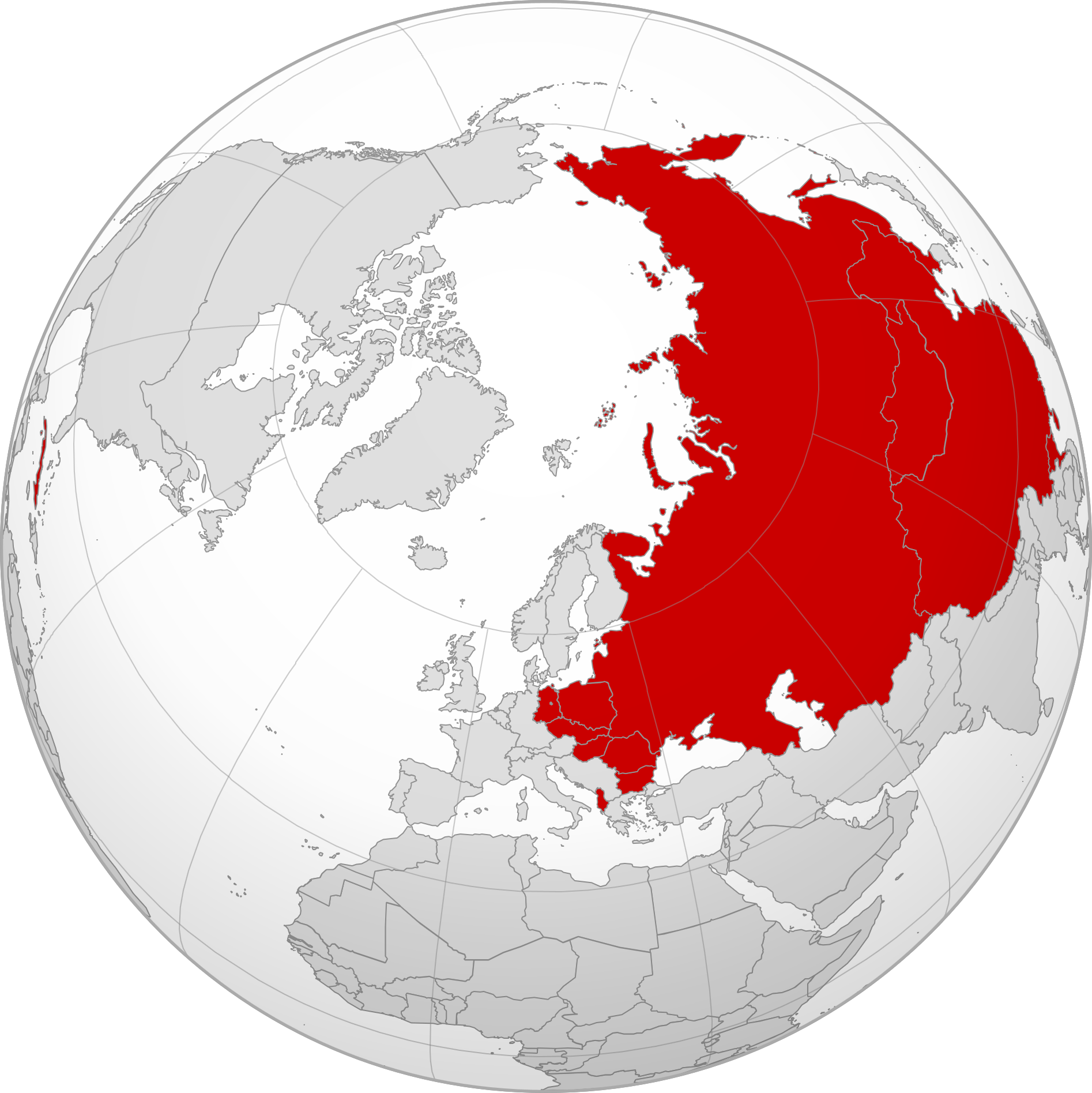
1959年古巴革命，1961年中苏正式分裂前，苏联在全世界的最大势力范围

为了复制危地马拉和伊朗的成功，中央情报局注意到卡斯特罗在掌权后大量古巴人移民到美国，于是训练并武装了一批古巴流亡者，他们在猪湾入侵，试图引发反对卡斯特罗政权的起义，但入侵行动最后失败。后来，卡斯特罗公开宣称自己是马克思主义列宁主义者，并将古巴建立为美洲第一个共产主义国家，并继续国有化古巴几乎所有的主要产业。
苏联抓住美国这次失败的入侵作为在古巴部署军队的理由。它还决定在古巴部署中程弹道导弹，可以同时打击美国的多个地点。
作为回应，约翰·肯尼迪总统对古巴实施海上封锁，在紧张的局势持续几天后，苏联决定从古巴撤出中导，以换取美国不入侵古巴和从土耳其撤出导弹的承诺。在这场核危机之后，两位领导人在1962年之后禁止了空中和水下核试验。苏联也开始了大规模扩张军力。这次决定削弱了赫鲁晓的权力夫，赫鲁晓夫不久后被罢免，被列昂尼德·勃列日涅夫取代。
古巴革命促使肯尼迪发起了“争取进步联盟”计划。该计划是在20世纪60年代为一些国家的经济发展提供数十亿美元的贷款和援助，以避免社会主义革命。计划还包括反叛乱措施，如在巴拿马运河区建立丛林战争学校和培训警察部队。

## 亚洲

### 伊朗
美国对伊朗的局势发展感到震惊，伊朗自1951年以来一直处于不稳定状态。
通过英伊石油公司（AIOC），英国垄断了伊朗大部分地区的石油。该公司向沙阿政府支付了制作特许权使用费，沙阿政府于1941年由英国人登上王位。公司的收入是其支出的十倍，而伊朗员工的工资较小。伊朗饱受贫困之苦，民族主义者坚称控制该公司可以缓解这一问题。
许多伊朗人要求支付更高比例的公司收益。公司回复称，在1993年之前，它与伊朗国王签订了具有约束力的协议，并与一些伊朗政治力量合作起草了一份反对国有化的报告。1951年2月，伊朗总理因涉嫌参与该报告而被暗杀。他被民族主义者穆罕默德·摩萨台所取代，新首相将英国的油田国有化。
美国杜鲁门政府试图进行调解。后来，艾森豪威尔政府确信伊朗正在发展共产主义，利用中央情报局与伊朗军事领导人联手推翻伊朗政府。摩萨德的大部分支持都来自伊朗人民党。然而到1953年，伊朗人民党开始批评他是美国的傀儡政权。由于图德党是中东最强大的共产党，艾森豪威尔政府以共产主义可能接管中东为理由进行干预。摩萨德利用共产主义威胁使美国的让步。总理认为，随着伊朗经济遭受重创，对共产党接管的担忧笼罩着美国政府，美国将抛弃英国，将他从困境中拯救出来。
为了取代摩萨德，美国开始支持穆罕默德-礼萨·巴列维。作为回报，巴列维承诺允许美国公司分享其国家外汇储备的开发。根据2000年公开的中央情报局文件，中央情报局在1953年伊朗政变中提供了枪支、卡车、装甲车和无线电通信，这场政变将巴列维从君主立宪的地位提升到了绝对统治者的地位。摩萨德下台后，石油利润在沙阿政权和一个新的国际财团之间分配。英国获得了该国40%的石油收入，五家美国公司（海湾石油、美孚石油、雪佛龍、埃克森美孚和德士古）获得了另外40%的收入，其余的收入归荷兰皇家壳牌公司和法国石油公司道达尔能源所有。利润在财团和伊朗之间平均分配。
自20世纪初以来，美国一直试图控制伊朗油田，却遇到了英国的竞争。美国之所以能够取得突破，是因为冷战时期与沙阿政府的关系，以及在国务院官员小赫伯特·胡佛的指导下，胡佛作为一名私人商人，在国际石油问题的复杂性方面积累了丰富的经验。

### 中南半岛

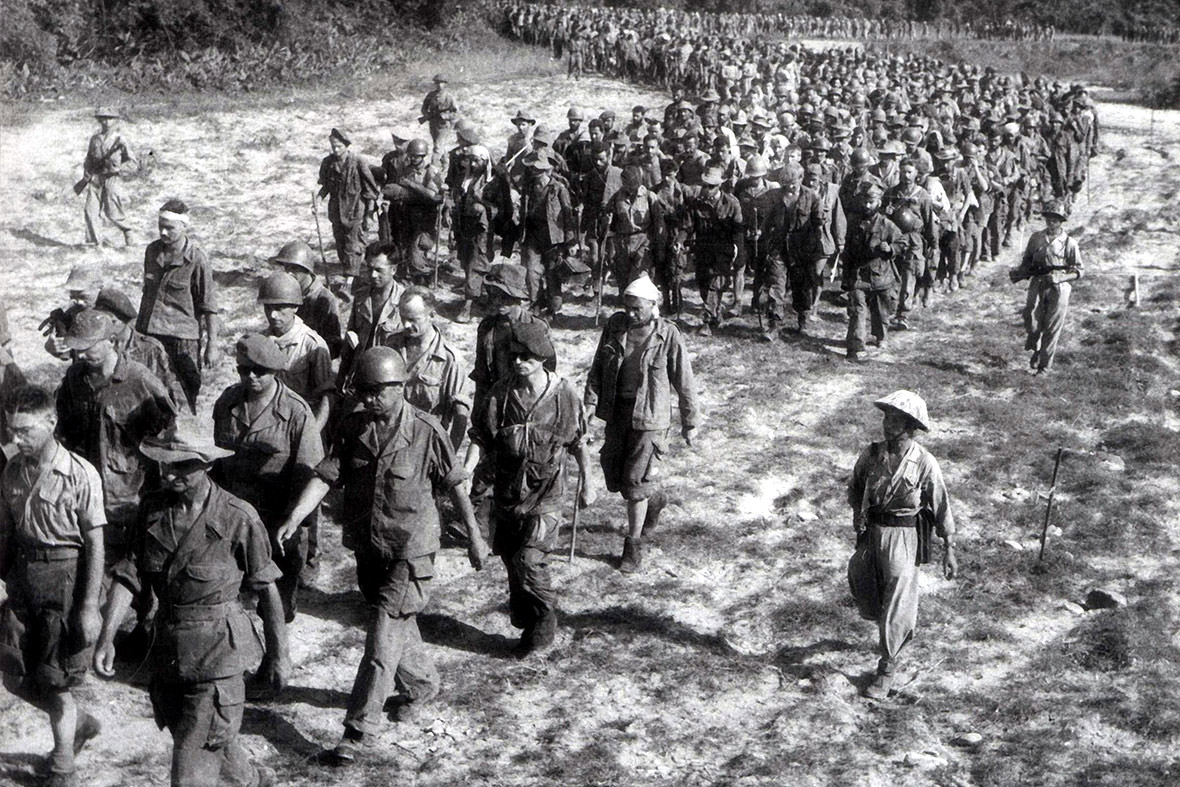
奠邊府市被俘的法国士兵，在越南军队的护送下，走向战俘营

奠边府战役是第一次印度支那战争的重要战役，在法国远东远征军团与胡志明领导的越南獨立同盟會之间展开。这场战斗发生在1954年3月至5月之间，最终以法国的大规模失败而告终，有效地结束了战争。
二战后柬埔寨和老挝从法国独立，成立了柬埔寨共产党（后来成为柬埔寨人民党）和老挝人民革命党。法国承诺在越南深山的奠边府建立一个空军基地，其目的是切断越盟通往邻近的法国保护国老挝和柬埔寨的补给线，同时将越盟拖入一场将削弱他们的战斗。相反，在武元甲将军的领导下，越盟包围并围攻了法军，法军不知道越盟拥有重型火炮（包括高射炮），也不知道他们有能力将这些武器运到俯瞰法国营地的山顶。越盟占领了奠边府周围的高地，并能够准确地向法国阵地开火。随后，地面上发生了激烈的战斗。法军一再击退越盟对其阵地的袭击。物资和增援部队主要通过空运补给，随着法国阵地被占领，防空炮火造成了损失，到达他们手中的物资越来越少。经过两个月的围困，阵地被占领，大多数法军投降。尽管失去了大多数最优秀的士兵，越盟还是组织了剩余的部队，追捕那些溃败的法军，将他们击溃并结束战斗。
战斗结束后不久，1954年的日内瓦协议结束了战争，根据该协议，法国同意从印度支那殖民地撤军，包括柬埔寨和老挝。协议将国家一分为二；1959年，敌对的越南军队重新开始战斗，称为越南战争。
美国对印度支那战争的影响最大。1954年至1961年间，美国向正在与越南南方民族解放陣線（NLF）作战的越南共和国（RVN）派遣695名军事顾问并提供经济援助。NLF的队伍来自南方农民，得到了北越的支持，而北越又得到了苏联和中国的支持。越南共和国与越南民主共和国合并成越南社会主义共和国。如今，越南是世界上仅存的四个共产主义国家之一（与中国、古巴和老挝并列）。

### 印度尼西亚
1958年2月，印度尼西亚苏门答腊岛和苏拉威西岛的叛乱分子宣布成立印度尼西亞共和國革命政府，旨在推翻苏加诺政府。由于他们的反共理念，叛军获得了中情局的支持。1958年4月，美国飞行员艾伦·劳伦斯·波普在安汶遭到袭击后被击落，中情局支持结束。1958年4月，中央政府对反叛首都巴东和万鸦老老发动了空中和海上军事行动。到1958年底，叛军被击败，最后一批叛军游击队于1961年8月投降。

### 南亚
美国希望巴基斯坦阻止苏联向关键的中东地区扩张，美国认为作为一个地区大国，如果印度属于任何一个阵营，它都将是一个值得注意的重点。印度是一个新成立的民主国家，从未特别面临落入叛乱分子或大国外部压力的严重危险，它也不希望与美国结盟。
冷战期间南亚的一个关键事件是1954年巴基斯坦和美国签署了《共同防御援助协议》。该协议将限制该地区所有大国的后续选择。美国承诺与巴基斯坦保持密切联系。对巴基斯坦来说，美国联盟成为其外交政策的核心原则，尽管有许多令人失望的地方，但它总是被认为是一种太有价值的联系，不能放弃。中苏交恶后，巴基斯坦也寻求与中国建立密切关系。
苏联的南亚政策与美国非常相似。起初，苏联和美国一样，对该地区基本不感兴趣，并在印巴争端中保持中立。随着巴基斯坦和美国于1954年签署协议，情况发生了变化。1955年，赫鲁晓夫和布尔加宁访问了印度，并承诺提供大量经济和工业基础设施援助。在克什米尔首府斯利那加，苏联宣布将放弃中立立场，在持续的克什米尔冲突中支持印度。
然而，印度总理贾瓦哈拉尔·尼赫鲁对此表示怀疑，他希望避免与美国纠缠，也希望印度不要与苏联关系过于紧密。尽管苏联向印度提供了一些援助，尼赫鲁成为第一位向苏联人民发表讲话的非共产党领导人，但两国关系仍然相对冷淡。赫鲁晓夫下台后，苏联恢复了中立立场，缓和了第二次印巴战争的后果。和平谈判在中亚城市塔什干举行。
到20世纪60年代末，印度的发展再次停滞不前。巨额财政赤字已经形成，严重的干旱对农业造成了沉重打击。与十年前的经济衰退一样，印度再次寻求外部援助。然而，与美国的关系处于低谷，美国主要关注越南问题。世界银行等西方国际组织也不愿在印度做出贸易让步之前向印度的发展项目提供资金。
苏联和华沙条约组织国家开始为印度工业化提供大规模支持。1969年，苏联和印度谈判达成了一项友好条约，该条约将改变印度的不结盟政策。两年后，当东巴基斯坦（孟加拉国）面临日益严重的危机时，印度签署了该协议。

### 中苏交恶
在中苏分裂之前，中国和印度之间的紧张局势使苏联与这两个亚洲主要新兴国家保持密切关系的努力变得更加复杂。1959年3月，中国镇压了西藏的一场起义，导致了中印之间的公开冲突。3月31日，西藏统治者达赖喇嘛流亡印度，在印度因为反对中国而获得庇护。印度后来支持联合国大会就中国不顾苏联、波兰、南斯拉夫、阿尔巴尼亚、罗马尼亚、保加利亚、东德、匈牙利、捷克斯洛伐克、朝鲜和蒙古的反对，对中国镇压西藏人权的指控展开辩论。然而，尽管华沙条约组织、蒙古和朝鲜反对印度支持的联合国辩论，但中国对苏联在西藏问题和中印冲突的反应感到沮丧。
中国的西藏立场使印度和中国之间可能升级为更危险的对抗。中国拒绝接受英国在20世纪初划定的中印边界，即麦克马洪线。随着中国在其认定的边界建立前哨站，印度在争议地区建立了更多的前哨站，以驱逐中国人，这就是所谓的“前进政策”。匈牙利的雅诺斯·卡达尔试图调解中印之间的争端，呼吁双方建立友好关系。赫鲁晓夫和捷克斯洛伐克的亚历山大·杜布切克也向中国和印度发出呼吁。然而，中国对苏联、匈牙利和捷克斯洛伐克呼吁与西方和印度“和平共处”的反应冷淡；紧张局势引发了全世界对华沙条约组织与中国联盟的猜测，该联盟基于共同的意识形态、政治和军事利益。
到1962年中印边界争端发展为全面战争时，两个主要共产主义国家之间的联盟基本破裂。尽管华沙条约组织国家支持中国1962年10月的和平提议，敦促尼赫鲁接受，但阿尔巴尼亚和罗马尼亚向印度提供米格战斗机的提议使中阿和中罗关系陷入危机。这也使中国反对其他东欧共产主义国家。到1963年底，东方阵营和中国进行了公开的论战，中国和苏联两个前盟友之间开始了一段公开的敌对时期。

## 文化
在第二次世界大战的最后几年，美国媒体和文化描绘了一种对苏联共产主义在美国娱乐、政治、社会和科学领域传播的焦虑和恐惧。随着冷战时期两国紧张局势加剧，公众对共产主义颠覆美国的恐惧被称为“第二次红色恐慌（麦卡锡主义）”。媒体对冷战的报道也促进承认了两国意识形态差异。在20世纪60年代之前，书面沟通是美国的主要信息来源；美国的报纸、漫画、传单和电影海报中的政治宣传，在很大程度上是巩固美国理想与意识形态。冷战的两极分化以及核军备竞赛带来的恐惧，再加上政治和媒体宣传，导致美国媒体和文化中的反共情绪高涨，其中包括“死比红好”等言论。早在1947年，在美国娱乐界，众议院非美活动调查委员会（HUAC）就开始就美国娱乐专业人士的政治取向举行听证会，从著名的好莱坞十人案开始，该案导致10名好莱坞导演和作家被判藐视国会罪，并最终导致更广泛的好莱坞黑名单；委员会行动的高峰期发生在1953年至1956年之间。在这一切中，包括麦卡锡的审判。华为娱乐业黑名单的目标包括导演、演员、编剧、音乐家和其他著名的娱乐专业人士，他们最终因被指控为共产党员或同情共产主义而被列入职业黑名单。苏联共产主义理想被传播到美国人的生活中，被用作备受关注的HUAC和麦卡锡审判所采用策略的理由。在美国的这一时期，随着联邦和私营公司之间的联系变得更加紧密，电视台和电影公司对公众的思想产生了相当大的影响；在战争时期促进对苏联军事和情报工作的积极共识的蓄意措施。
由于参议员约瑟夫·麦卡锡的煽动和未经证实的指控，麦卡锡主义被推翻后，众议院非美活动调查委员会在20世纪50年代中后期开始走向衰退，于1975年正式解散。在20世纪60年代初，哈里·S·杜鲁门宣称该委员会是“当今美国最不美国的东西”。在这些事件发生之前，在20世纪，从未有过如此具有社会和政治意义的问题在文化和媒体上向美国民众宣传，涉及美国民主面临的威胁。
在这一时期，冷战主题首次作为公众关注的焦点并进入主流文化。例如，1959年的电影《海滩上》描绘了一个第三次世界大战后的世界末日。
詹姆斯·邦德于1954年首次在英国电影出现，他的电影与冷战有一定联系，但粉丝们可能更喜欢美丽的女性、异国情调、秘密武器和电影特技，对政治关注度较少。邦德电影在描绘苏联和中国时遵循了西方的政治正确。
弗雷德里克·福赛思的间谍小说卖出了数十万册。1984年的小说《第四议定书》的标题指的是一系列惯例，如果这些惯例被打破，将导致核战争，现在除了第四条也是最后一条线外，这些惯例都被打破了。1987年，米高·肯恩主演了一部重要电影。这类小说的意义——就像20世纪50年代的美国电影一样，如《我的儿子约翰》、《死吻》和《諜網迷魂》——是为了诋毁“内部的敌人”、危险的和平运动活动家和工党选民。到1988年，他们游行示威反对冷战。

## 冷战中的计算机
计算机技术在20世纪40年代中期出现，并在20世纪50年代和60年代继续发展。第一台计算机是在英国和美国设计和制造的，用于存储数字程序。第一台电子数字计算机用于大规模军事计算，并在弹道导弹、核武器和反导防御系统领域提供帮助。

### 苏联计算机
苏联面临着一个困境，即西方科学是苏联科学的衡量标准。苏联面临的困境是，虽然他们想超越西方科学，但为了进一步推进科学，他们不得不借用西方科学。结果许多苏联人都在谴责西方科学的同时转身描述他们刚刚谴责的同一理论的国家需求。20世纪40年代，苏联首次开始收到关于英国和美国设计和建造的电子存储数字程序的报告，这引起了从事需要大量计算的国防项目的苏联数学家和物理学家的极大关注。苏联科学家从出版物和调查文章中获得了有关这些计算机的信息。但他们也可能通过情报渠道获得了一些信息。苏联驻纽约领事馆的一名前情报官员最近透露，1942年至1946年，他的七名特工以及持有军事合同的两家飞机公司获得了2万多页的机密文件，这些文件包含雷达、声纳、计算机和其他电气设备的科学技术信息。第一台电子数字计算机用于大规模军事计算。弹道导弹程序是苏联数字计算的主要客户，用于计算导弹轨迹，而大型高速计算机M-2解决的第一个问题是计算导弹设计的热力学和流体动力学参数。反导防御系统也推动了计算机的发展。计算机首先解决的问题之一是计算目标摧毁概率对破片弹头引爆效率的依赖性。
苏联很早就进入了计算机领域，并进一步发展了计算机，使其成为用于军事目的的有用设备。这在一定程度上是由于想要与西方科学竞争，但这也是在冷战期间，这意味着美国也在投资计算机，这给了苏联继续投资计算机的额外动力。

### 美国计算机
美国和英国是最早开始开发计算机的国家之一，美国并没有停止开发。美国认为将计算机用于军事目的是有益的，这是在冷战开始时出现的。苏联也开始将计算机整合到军事程序中，因此苏联和美国之间的计算机竞争开始了。
美国很快开始将计算机用于国防和军事目的。空军是最早适应和使用计算机的军事部门之一。空军在代托纳的莱特航空开发中心建立了一台里夫斯模拟计算机，用于开发武器系统。它已经在朝鲜战争中被用来追踪敌方炮弹的来源，然后被摧毁。美国海军随后部署了其海军军械研究计算器（NORC），作为一种向目标精确发射舰炮的手段，同时考虑了舰船速度、风速、方向以及舰船的横摇和俯仰等多个变量。由于美国知道计算机将如何影响军事计划，他们开始收集有关苏联如何开发自己的计算机程序的信息。美国得到的信息是，苏联真的无法跟上美国的步伐，因为他们制造计算机所需的设备不足且标准低下。美国1959年的一份报告显示，苏联有400台各种类型的通用数字计算机，而美国生产了4000多台，而苏联1958年的计算机产量最多为5500万美元，而美国的产量为10亿美元。这将表明，与每个国家的核计划不同，美国在与苏联的计算机竞争中拥有相当大的领先优势。
美国在计算机发展方面领先于苏联。不仅军事部门热衷于使用电脑，平民也能够使用电脑。美国66%的计算机用于军事目的，30%用于民用。二战后，计算机在军队中发挥了重要作用，同时也可供平民使用，美国在20世纪50年代和60年代引领了这一变革进入技术世界。

## 拓展阅读
- Pickett, William B.  (PDF). Princeton, N.J.: Princeton Institute for International and Regional Studies, Princeton University. 2004. OCLC 55497101. （原始内容 (PDF)存档于2013-10-29）.
- Pickett, William B. . The SHAFR Newsletter (Society for Historians of American Foreign Relations). June 1985, 16: 1–10.